# Marco Medel
Marco Antonio Medel De la Fuente (Santiago de Chile, 30 de junio de 1989) es un futbolista chileno. Juega de mediocampista y su equipo actual es el Santiago City de la Segunda División Profesional de Chile.

## Trayectoria
Se inició en las divisiones inferiores de Audax Italiano donde llegaría a debutar en el 2007 cuando su club pasaba por un gran momento contando con grandes figuras como Carlos Villanueva, Fabián Orellana o Franco Di Santo, entre otros. Poco a poco fue tomando regularidad desde su debut llegando a jugar la Copa Libertadores 2008 pero su consolidación se daría en el 2009.
Ya como titular en el 2009 y 2010 sería pieza clave de su equipo destacando en dos oportunidades en el Balón de Oro ANFP como mejor jugador de proyección y en el equipo ideal, esto le significaría llegar a Colo-Colo en calidad de préstamo donde tendría un irregular paso por lo cual terminado esto regresaría a su club formador.
En su regreso al Audax Italiano nuevamente sería una de las piezas claves del equipo, siendo figura de este por las siguientes temporadas pero todo acabaría abruptamente a mediados del 2014 cuando junto con otros dos jugadores rescindirían contrato al no cumplírseles cláusulas respectivas, tras esto ficharía como jugador libre en Huachipato, pero con la venta del club a una Sociedad Anónima Deportiva el traspaso se caería recalando finalmente en Santiago Wanderers.
Con los caturros tendría su mejor rendimiento siendo una de las piezas claves junto a Roberto Gutiérrez y Jorge Luna del subcampeonato obtenido por su equipo durante el Apertura 2014 lo que incluso lo haría llegar a la Selección de fútbol de Chile. Su segundo semestre en el puerto estaría marcado por las lesiones llegando a desgarrarse segundos después de ingresar al campo de juego en un hecho que fue catalogado como la "lesión más rápida de la historia". Finalizaría su paso por Wanderers con un hecho lamentable al negarse a ingresar al campo de juego durante un partido frente a Colo-Colo desatando la molestia de Emiliano Astorga, sumado al retorno de David Pizarro haría que no renovara con los verdes.
A mediados de 2015 ficha por la Universidad Católica donde tendría un irregular paso siendo incluso poco gravitante durante la obtención del título del Clausura 2016 por lo que no sería considerado para la siguiente temporada. Luego de su estadía con los cruzados, ficharía por O'Higgins de Rancagua donde nuevamente no tendría el desempeño esperado regresando a fines de aquella temporada al Santiago Wanderers donde esta vez lograría ser campeón de la Copa Chile 2017.
Con los porteños viviría por primera vez un descenso jugando la Primera B de Chile 2018 además de la Copa Libertadores de aquel año marcando el gol del triunfo frente a Melgar con el que los caturros clasificarían a la fase 3 de la competición.

## Selección nacional
Fue convocado por Marcelo Bielsa a una selección sparring durante 2007 para luego debutar en la Selección de fútbol sub-20 de Chile dirigida por Ivo Basay en partidos amistosos con Argentina y Uruguay, luego sería citado para el Campeonato Sudamericano Sub-20 de 2009 que se disputó en Venezuela donde su selección no logró clasificar al mundial de la categoría. Aquel mismo año con la selección sub-21 a disputó el Torneo Esperanzas de Toulon de 2009 donde Chile se coronó campeón del torneo siendo titular indiscutido de aquel equipo.
En 2010, fue citado por César Vaccia para volver a participar en el Torneo Esperanzas de Toulon donde junto con su selección no lograría revalidar el título obtenido en la edición anterior.
Para 2015 por primera vez fue citado para integrar la Selección de fútbol de Chile a nivel adulto, en una nómina de la liga local para enfrentar un partido amistoso frente a Estados Unidos en Rancagua, donde debutaría teniendo una gran actuación, lo que lo llevaría a ser convocado para la pre-nómina de la Copa América 2015 no quedando en la lista final para aquel torneo.

### Partidos internacionales
Actualizado hasta el 28 de enero de 2015.
| 1     | 28 de enero de 2015 | Estadio El Teniente, Rancagua, Chile | Chile      | 3-2 | Estados Unidos |   | Amistoso |  |  |
| Total | Total               | Total                                | Presencias | 1   | Goles          | 0 |          |  |  |

| Selección chilena | Selección chilena | Selección chilena |
| Año               | Partidos          | Goles             |
| ----------------- | ----------------- | ----------------- |
| 2015              | 1                 | 0                 |
| Total             | 1                 | 0                 |

## Estadísticas

### Clubes
| Club                         | Div.          | Temporada     | Liga  | Liga  | Copas nacionales | Copas nacionales | Torneos internacionales | Torneos internacionales | Total | Total |
| Club                         | Div.          | Temporada     | Part. | Goles | Part.            | Goles            | Part.                   | Goles                   | Part. | Goles |
| ---------------------------- | ------------- | ------------- | ----- | ----- | ---------------- | ---------------- | ----------------------- | ----------------------- | ----- | ----- |
| Audax Italiano · Chile       | 1.ª           | 2007          | 3     | 0     | —                | —                | —                       | —                       | 3     | 0     |
| Audax Italiano · Chile       | 1.ª           | 2008          | 13    | 0     | —                | —                | 2                       | 0                       | 15    | 0     |
| Audax Italiano · Chile       | 1.ª           | 2009          | 30    | 6     | 1                | 0                | —                       | —                       | 31    | 6     |
| Audax Italiano · Chile       | 1.ª           | 2010          | 33    | 4     | 2                | 0                | —                       | —                       | 35    | 4     |
| Colo-Colo · Chile            | 1.ª           | 2011          | 23    | 2     | 6                | 2                | 1                       | 0                       | 30    | 4     |
| Colo-Colo · Chile            | Total club    | Total club    | 23    | 2     | 6                | 2                | 1                       | 0                       | 30    | 4     |
| Audax Italiano · Chile       | 1.ª           | 2012          | 30    | 2     | 4                | 1                | —                       | —                       | 34    | 3     |
| Audax Italiano · Chile       | 1.ª           | 2013          | 10    | 0     | —                | —                | —                       | —                       | 10    | 0     |
| Audax Italiano · Chile       | 1.ª           | 2013-14       | 33    | 7     | 4                | 0                | —                       | —                       | 37    | 7     |
| Audax Italiano · Chile       | Total club    | Total club    | 152   | 19    | 14               | 1                | 2                       | 0                       | 168   | 20    |
| Santiago Wanderers · Chile   | 1.ª           | 2014-15       | 28    | 5     | 4                | 1                | —                       | —                       | 32    | 6     |
| Universidad Católica · Chile | 1.ª           | 2015-16       | 25    | 0     | 2                | 0                | 3                       | 0                       | 30    | 0     |
| Universidad Católica · Chile | Total club    | Total club    | 25    | 0     | 2                | 0                | 3                       | 0                       | 30    | 0     |
| O'Higgins · Chile            | 1.ª           | 2016-17       | 23    | 1     | 4                | 0                | 3                       | 0                       | 30    | 1     |
| O'Higgins · Chile            | Total club    | Total club    | 23    | 1     | 4                | 0                | 3                       | 0                       | 30    | 1     |
| Santiago Wanderers · Chile   | 1.ª           | 2017          | 17    | 1     | 7                | 0                | —                       | —                       | 24    | 1     |
| Santiago Wanderers · Chile   | 2.ª           | 2018          | 31    | 6     | 2                | 0                | 4                       | 1                       | 37    | 7     |
| Santiago Wanderers · Chile   | 2.ª           | 2019          | 24    | 0     | 2                | 0                | —                       | —                       | 26    | 0     |
| Santiago Wanderers · Chile   | 1.ª           | 2020          | 32    | 2     | —                | —                | —                       | —                       | 32    | 2     |
| Santiago Wanderers · Chile   | 1.ª           | 2021          | 15    | 1     | 1                | 0                | —                       | —                       | 16    | 1     |
| Santiago Wanderers · Chile   | Total club    | Total club    | 147   | 15    | 16               | 1                | 4                       | 1                       | 167   | 17    |
| Magallanes · Chile           | 2.ª           | 2021          | 9     | 0     | —                | —                | —                       | —                       | 9     | 0     |
| Magallanes · Chile           | Total club    | Total club    | 9     | 0     | 0                | 0                | 0                       | 0                       | 9     | 0     |
| Deportes Copiapó · Chile     | 2.ª           | 2022          | 20    | 1     | —                | —                | —                       | —                       | 20    | 1     |
| Deportes Copiapó · Chile     | 1.ª           | 2023          | 0     | 0     | 0                | 0                | —                       | —                       | 0     | 0     |
| Deportes Copiapó · Chile     | Total club    | Total club    | 20    | 1     | 0                | 0                | 0                       | 0                       | 20    | 1     |
| Total carrera                | Total carrera | Total carrera | 399   | 38    | 40               | 4                | 13                      | 1                       | 452   | 43    |
| 1. 2. 3.                     |               |               |       |       |                  |                  |                         |                         |       |       |

### Resumen estadístico
| Competición               | Partidos | Goles |
| ------------------------- | -------- | ----- |
| Primera División          | 268      | 28    |
| Primera B                 | 51       | 6     |
| Copa Chile                | 40       | 4     |
| Supercopa de Chile        | 1        | 0     |
| Copa Libertadores         | 7        | 1     |
| Copa Sudamericana         | 6        | 0     |
| Selección de Chile Sub-20 | 4        | 0     |
| Selección de Chile        | 1        | 0     |
| Total                     | 379      | 39    |

## Palmarés

### Títulos nacionales
| Título           | Equipo               | País  | Año    |
| ---------------- | -------------------- | ----- | ------ |
| Primera División | Universidad Católica | Chile | 2016-C |
| Copa Chile       | Santiago Wanderers   | Chile | 2017   |
| Primera B        | Santiago Wanderers   | Chile | 2019   |

### Distinciones individuales
| Distinción                        | Año  |
| --------------------------------- | ---- |
| Mejor Jugador de Proyección       | 2009 |
| Parte del Equipo Ideal de la ANFP | 2010 |
| Medalla Cruce de Los Andes        | 2017 |